# Corinebacteri
Els corinebacteris (Corynebacterium) són un gènere de bacteris, bacils grampositius, immòbils, anaerobis facultatius, pertanyents al filum Actinobacteria. Tenen una mida aproximada de 2-6 μm de longitud i no formen espores. Són un dels gèneres més nombrosos d'actinobacteris, amb més de 50 espècies. La majoria d'elles no causen malalties i formen part de la microbiota sapròfita de la pell humana.

## Taxonomia
El gènere Corynebacterium va ser creat per Lehmann i Neumann (1896) per ubicar taxonòmicament els bacils de la diftèria i després van afegir-hi alguns altres bacteris semblants. El gènere va ser definit tot basant-se en característiques morfològiques i bioquímiques. La denominació Corynebacterium prové del grec corönë (bastó nuós) i bacterion (bastonet). A partir d'estudis amb RNAr 16S els corinebacteris s'han agrupat en la subdivisió d'eubacteris grampositius d'alt contingut en G:C, en estreta relació filogenètica amb Arthrobacter, Mycobacterium, Nocardia i, fins i tot, amb Streptomyces.

## Característiques
Les característiques més rellevants del gènere Corynebacterium van ser descrites per Collins i Cummins el 1986. Són bacils grampositius, catalasapositius, no esporulats, sense motilitat, de forma recta o lleugerament corbada. Són aerobis o anaerobis facultatius, quimioorganòtrofs, amb un contingut en G:C genòmic entre 51-65 per cent; tenen una mida d'entre 2-6 micròmetres de longitud i 0,5 micròmetres de diàmetre, sovint amb la típica forma de V (també s'anomena «forma de lletres xineses»), tot i que també apareixen formes el·lipsoidals. El pleomorfisme del seu cicle vital s'observa en formes bacil·lars de longituds diverses i freqüents engruiximents en els extrems, que estan influïts d'una manera molt marcada per les condicions del cultiu.

### Paret cel·lular
La paret cel·lular és molt característica, ja que presenta un predomini d'àcid mesodiaminopimèlic en el tetrapèptid de la mureïna. També hi ha un alta concentració d'arabinosa-galactà, un heteropolisacàrid essencial, així com àcids corinemicòlics (àcids micòlics de 22 a 36 àtoms de carboni); estan units entre si per enllaços disacàrids específics denominats des del punt de vista bioquímic, L-Rhap-(1 → 4) - D-GlcNAc-fosfat. Això forma un complex comú en els corinebacteris, el micolil-AG-peptidoglicà (mAGP).

### Cultiu
Pel que fa als requeriments nutricionals, totes les espècies de Corynebacterium necessiten biotina per al seu creixement i algunes soques requereixen, a més a més, tiamina i àcid p-aminobenzoic (PABA). Algunes espècies de Corynebacterium tenen genomes seqüencials que varien de 2,5 a 3 Mbp (milions de parells de bases). El bacteri creix en un brou simple, en medi de Loeffler, en agar sang i en tel·lurit potàssic (AST), formant petites colònies grisenques d'aspecte granulós, translúcides, amb centres opacs, convexes i amb vores contínues. El color tendeix a ser blanc groguenc en els medis de cultiu de Loeffler. En AST, l'organisme pot formar colònies grises amb centres negres i vores dentades que donen l'aparença de flors (C. gravis). D'altres tenen vores contínues (C. mitis), mentre que encara d'altres tenen una morfologia amb unes vores entre contínues i dentades (C. intermedium).

## Hàbitat
Els corinebacteris estan àmpliament distribuïts a la naturalesa, ja que es troben tant en el sòl i l'aigua, com en productes alimentaris, en la mucosa i també en la pell dels humans i d'altres animals. Les espècies Corynebacterium bovis, C. mutissium, C. xerosi i C. hoffmani habiten a la pell de tots els éssers humans, especialment a la zona axil·lar. Quan detecten la suor, es multipliquen, donant lloc a la característica olor de les aixelles. Algunes espècies són conegudes pels seus efectes patògens en humans i altres animals. L'espècie patògena de corinebacteri més coneguda és C. diphtheriae, que adquireix la capacitat de produir la toxina diftèrica quan és lisogenitzada pel bacteriòfag beta, i inicialment, és a dir, abans de l'acció transformadora del fag, no és ni lisogènica ni toxinogènica. Altres espècies patògenes per a l'espècie humana són: C. amicolatum, C. striatum, C. jeikeium, C. urealyticum i C. xerosi (Oteo et al, 2001; Lagrou i et al, 1998; Boc i Martone, 1995); totes aquestes espècies són patògenes d'especial rellevància en pacients immunodeprimits. Entre les espècies patògenes d'altres animals destaquen C. bovis i C. renale.

## Patogènesi

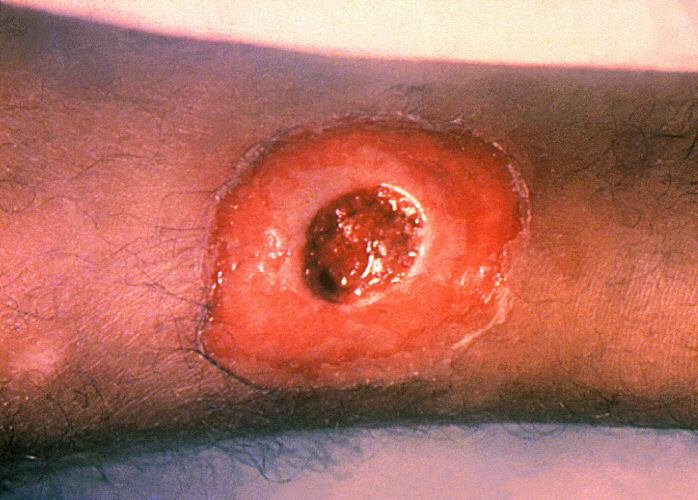
Lesió de la pell causada per Corynebacterium

Algunes de les espècies no difteroides de Corynebacterium són patògenes en determinades espècies animals, i algunes d'elles també ho són per a l'espècie humana. Algunes espècies ataquen hostes saludables, mentre que altres ataquen hostes immunocompromesos. Alguns dels seus efectes són: limfadenitis granulomatosa, pneumonitis, faringitis, infeccions de la pell i endocarditis. L'endocarditis causada per les espècies de Corynebacterium s'observa amb una especial freqüència en pacients amb dispositius intravasculars.
En humans, les infeccions per difteroides causen diftèria, una malaltia aguda, contagiosa productora d'una pseudomembrana composta per cèl·lules epitelials mortes, leucòcits, glòbuls vermells i fibrina, que es forma al voltant de les amígdales i la faringe. És una malaltia poc comuna i sol afectar persones no vacunades, especialment la mainada en edat escolar, sobretot en països en desenvolupament, ancians, neutropènics o pacients immunodeficients, i aquells amb dispositius prostètics com ara pròtesi valvular cardíaca, shunts o catèters. A vegades pot infectar ferides, la vulva, la conjuntiva i l'orella mitjana; també produir infeccions nosocomials dins hospitals.
Els bacteris virulents i toxicogènics són lisogènics i produeixen una exotoxina formada per dues cadenes de polipèptids, produïda per acció transformadora d'un gen del pròfag β.

## Ús industrial
Les espècies no patògenes de corinebacteris són utilitzades en processos industrials de gran rellevància, com la producció d'aminoàcids, la producció de nucleòtids i altres factors nutricionals (Martín, 1989), bioconversió d'esteroides, la degradació d'hidrocarburs, la maduració de formatges, la producció d'enzims (Khurana i col., 2000) i altres processos amb interès des del punt de vista aplicat. Algunes espècies són productores de metabòlits semblants als antibiòtics: bacteriocines del tipus corinecines-linocines, agents antitumorals, etc. Una de les espècies més estudiades és C. glutamicum; el terme glutamicus fa referència a la seva capacitat de produir àcid glutàmic en condicions aeròbiques, usat en la indústria alimentària com a glutamat monosòdic en la producció de salsa de soja o de iogurt.